# Winkelketen

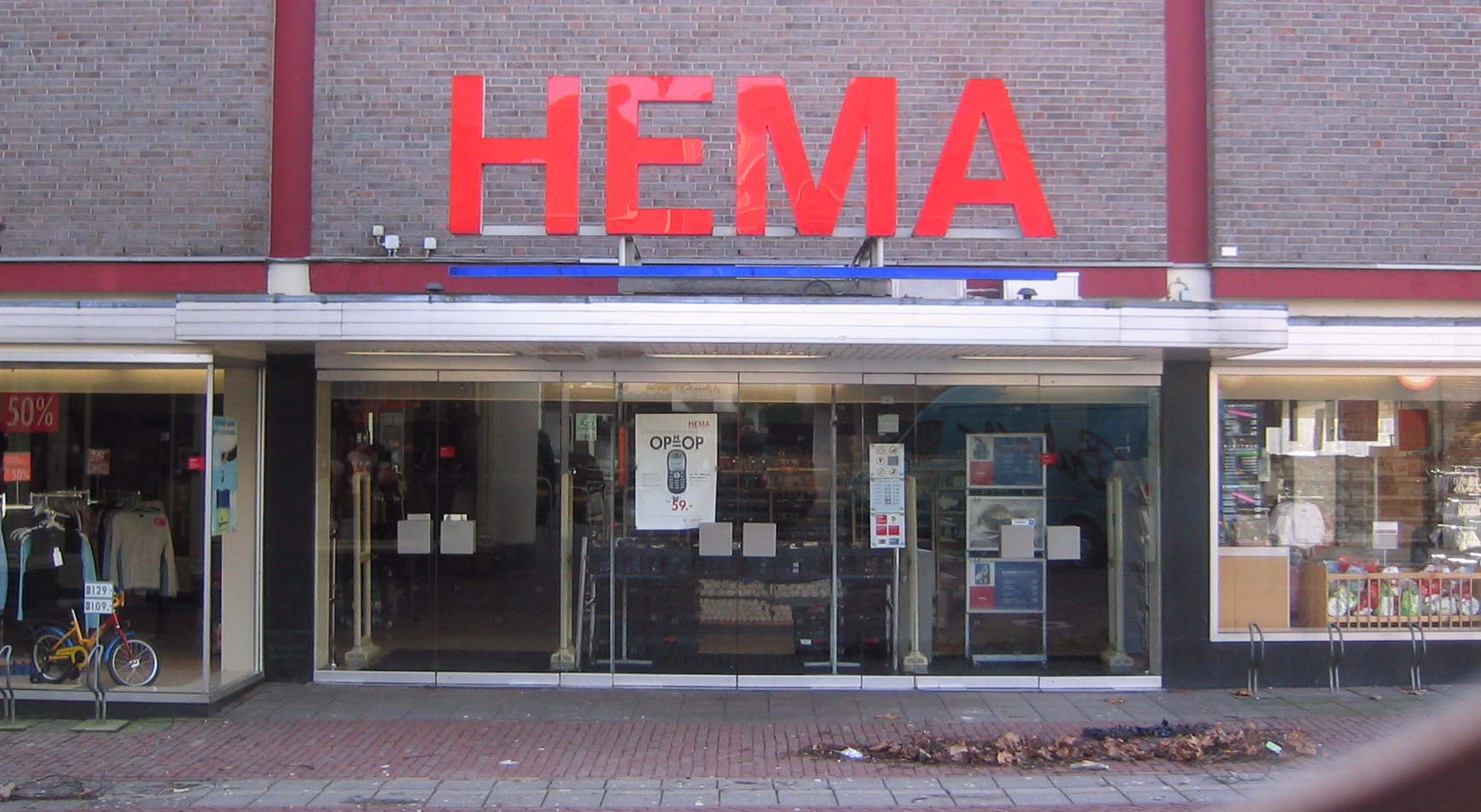
Een filiaal van de HEMA

Een winkelketen is een winkelbedrijf met meerdere vestigingen (soms ook filialen genoemd).
De vestigingen van de winkelketen kunnen allemaal dezelfde naam hebben en dezelfde stijl hanteren (zoals de HEMA), maar ook verschillende winkels kunnen besluiten om samen te gaan en zo een winkelketen te vormen.
De winkels in een keten kunnen beheerd worden door het winkelbedrijf zelf. Ze kunnen echter ook beheerd worden door ondernemers die de winkelformule van het winkelbedrijf gebruiken. Dit laatste heet franchise. Een bekende franchiseketen in Nederland is Jamin.
Restaurants in de winkels van een winkelketen (bijvoorbeeld in de HEMA en IKEA) vormen min of meer een restaurantketen.
Winkelketens komen het meest voor op A- en B-locaties in de binnensteden.

## Nederland
De grootste winkelketens van Nederland zijn in januari 2019 de Kruidvat met 956 vestigingen, de Albert Heijn met 852 vestigingen (exclusief formules AH to go en AH XL) en Jumbo Supermarkten met 613 vestigingen.